# MagmaMix: Portal del web
MagmaMix: Portal del web es el primer álbum del grupo musical chileno MagmaMix, lanzado en abril del 2004. El álbum contiene nuevas versiones de tres de las primeras canciones del grupo, creadas dentro de su programa radial El portal del web, ya que estas utilizaban bases electrónicas de otros grupos, por esto Claudio Narea estuvo encargado de realizar nuevas bases. También incluye la canción más popular del grupo, Soy Electrónico. Esto lo hace ser el álbum más popular de MagmaMix, alcanzando el premio del "Disco de Oro" al poco tiempo de ser lanzado, a pesar de ser también el más corto en cuanto a duración y el que menos canciones contiene. En la carátula del disco se logran apreciar versiones caricaturizadas realizadas por Doctor Zombi de los miembros del grupo, quienes aparecen con vestimentas metálicas, aparentando ser robots. Probablemente esto sea una referencia a su estilo musical (electrónico) y además a Soy Electrónico.
El álbum logró disco de oro por 14 mil copias vendidas.

## Lista de canciones
1. "Soy electrónico" - (3:23)
2. "Eso no se hace" - (3:34)
3. "Peo en la cara" - (2:46)
4. "I Wanna Be a Cowboy" - (2:56)
5. "I'm a Bitch, So Pay Me" - (3:24)